# Narcissus × brevitubulosus
Narcissus × brevitubulosus là một loài thực vật có hoa lai ghép trong họ Amaryllidaceae. Loài này được A.Fern. mô tả khoa học đầu tiên năm 1983.